# Meu Novo Mundo
Meu Novo Mundo é o primeiro single do álbum La Familia 013, da banda Charlie Brown Jr.. O single foi divulgado poucos dias antes da morte do vocalista Chorão. Composta meses antes no Recife por Chorão e Thiago Castanho, a canção foi apresentada pelo cantor no dia 28 de fevereiro de 2013, em visita ao estúdio da rádio 89 FM A Rádio Rock, de São Paulo, em sua última aparição pública. O lançamento oficial do single foi antecipado, justamente por conta de sua morte. Logo após a divulgação da morte de Chorão, a música recebeu milhares de compartilhamentos nas redes sociais.
A música nunca foi executada de forma completa com Chorão, mas a banda já apresentava um trecho da canção nos shows.

## Videoclipe
O videoclipe da música foi lançado oficialmente pela banda no dia 9 de junho de 2013. Com direção de Alexandre Ferreira Lima Abrão, filho de Chorão, o videoclipe mostra imagens registradas pelo rapaz durante os cinco últimos shows do Charlie Brown Jr.. Em entrevista, Alexandre contou porque o videoclipe demorou a sair:
| “ | "Não consigo ver o meu pai em vídeo, não consigo vê-lo se mexer. Quando o vejo em movimento, eu desabo... Editava por 15 minutos e chorava uma hora. Foi um processo muito demorado porque eu tinha que me acostumar a vê-lo e não queria naquele momento.”. | ” |

## Trilha sonora de novelas
- Em 2014, a música fez parte da trilha sonora do seriado teen Malhação.[15]

## Paradas de sucesso
A música alcançou o topo da Hot 100 Brasil no dia 21 de abril de 2013.
Desde abril a música já vinha sendo uma das mais pedidas das rádios.
Na semana do dia 14 ao dia 20, ela já aparecia na terceira posição do Hit 50 Parade Brasil.
Segundo monitoramentos feitos pela empresa Crowley, esta canção ficou em 40º lugar entre as musicas mais tocadas no ano de 2013 em rádios nacionais. Além disso, foi a música de rock mais bem ranqueada.

### Desempenho em Paradas Musicais
| Ano  | Single         | Charts      | Charts         | Charts       | Charts    | Charts        | Charts | Charts | Vendas e Certificações | Álbum          |
| Ano  | Single         | BRA Hot 100 | BRA Hit Parade | BRA Year End | Bill. BRA | Bill. Pop BRA | HSPN   | POR    | Vendas e Certificações | Álbum          |
| ---- | -------------- | ----------- | -------------- | ------------ | --------- | ------------- | ------ | ------ | ---------------------- | -------------- |
| 2013 | Meu Novo Mundo | 1           | 3              | -            | 26        | 4             | -      | -      |                        | La Familia 013 |

## Prêmios e Indicações
| Ano  | Prêmio            | Indicação     | Resultado | Ref.   |
| ---- | ----------------- | ------------- | --------- | ------ |
| 2013 | Meus Prêmios Nick | Música do Ano | Indicado  | [ 25 ] |